# مینورو شیبویا
مینورو شیبویا (به ژاپنی: 渋谷実 Shibuya Minoru)؛ (۲ ژانویهٔ ۱۹۰۷ – ۲۰ دسامبر ۱۹۸۰) کارگردان فیلم و فیلم‌نامه‌نویس اهل ژاپن بود.